# 崔鄯
崔鄯（？—835年12月11日），貝州武城縣（今河北省衡水市故城縣）人，出自清河崔氏的清河小房，崔陲之子。崔邠、崔郾之弟，崔鄲之兄。

## 生平
崔鄯年轻时有文采，举进士。唐宪宗元和年间，历任监察御史。唐文宗大和元年（827年）十月，自太子詹事拜左金吾卫大将军。崔鄯兄弟六人，都官至三品。崔邠、崔郾、崔郸三人，知贡举，掌选官。士族声望，为当时之名德。大和九年十一月十八日（835年12月11日），左金吾卫大将军崔鄯无病暴亡，韩约代替崔鄯为左金吾卫大将军。四日后，甘露之变爆发，乱自金吾。当时人称崔鄯之死得其时，崔氏没有被牵连，是积善之报。赠礼部尚书。

## 子孫
- 崔琢，字子文
  - 崔仁穎，字處之
- 崔瑄，字右玉
  - 崔仁遇，字贊堯
- 崔琛，字真器
- 崔珮，字聲諫
- 崔琪，字庭秀